# Thames Tower (Leicester)
Thames Tower – piąty najwyższy budynek w mieście Leicester w Wielkiej Brytanii położony w centrum miasta przy ul. 99 Burleys Way.
Całkowita wysokość budynku wnosi 58 metrów. Thames Tower posiada 18 kondygnacji. Budynek posiada 112 mieszkań. W 2008 roku przeszedł gruntowną renowację zewnętrzną, wewnętrzną.